# Agnesund
Agnesund är en gård i Aspö socken, Strängnäs kommun.
I Agnesund fanns under 1800-talet en skjutsstation och färjeställe för resande över Mälaren över Hjulstasundet till Uppland och Hjulsta gästgiveri. Det är även namnet på sundet mellan Aspö där Agnesund ligger och Tedarön. 
Skjutsstationen saknas i bröderna Linnerhielms res-karta från 1792, men i Hagströms vägvisare från 1807 upptas Agnesund. Skjutsning sköttes även åt andra hållet till gästgiveriet i Botholm längs Strängnäsvägen. Tidvis fanns här även gästgiveri. Skjutsstationen drogs in 1917 och färjestationen flyttades till Märsön.